# André Meier (Volleyballspieler)
André Meier (* 31. Oktober 1996 in Gräfelfing; † 23. März 2020) war ein deutscher Volleyballspieler.

## Karriere
André Meier wuchs in Gräfelfing auf, bevor er in Türkheim unter Werner Klein seine Volleyballkarriere anfing. Er wechselte an den Starnberger See an das Landschulheim Kempfenhausen, um unter Peter Meyndt und Gabi Buzas zu trainieren. Nach vielen Jahren am Bundesstützpunkt beim VCO Kempfenhausen wurde Meier zur Saison 2015/16 von Max Hauser, Cheftrainer des Bundesligisten TSV Herrsching, verpflichtet. Im Anschluss kehrte er zum Bayernligist SVS Türkheim zurück, mit dem er 2019 in die Regionalliga Süd-Ost aufstieg.
Andre Meier spielte zusammen mit Andreas Mühlbauer Beachvolleyball.
Meier starb 2020 zu Beginn der Corona-Zeit im Alter von nur 23 Jahren.

## Interviews
- Spaß beim Volleyball Technikerwerbstraining: Übung vom Bayerischen Volleyball-Verband